# Epopsima
Epopsima es un género monotípico de lepidópteros perteneciente a la familia Noctuidae. Su única especie, Epopsima fasciolata Butler, 1886, es originaria de Australia.